# یواس‌اس اچ-۷ (اس‌اس-۱۵۰)
یواس‌اس اچ-۷ (اس‌اس-۱۵۰) (به انگلیسی: USS H-7 (SS-150)) یک زیردریایی بود که طول آن ۱۵۰ فوت ۴ اینچ (۴۵٫۸۲ متر) بود. این زیردریایی در سال ۱۹۱۸ ساخته شد.